# Desmodium seleri
Desmodium seleri là một loài thực vật có hoa trong họ Đậu. Loài này được (Schindl.) Standl. & Steyerm. miêu tả khoa học đầu tiên.